# Місис Мінівер
«Місис Мінівер» (англ. Mrs. Miniver) — американська драма Вільяма Вайлера за однойменною книгою Джен Стратер. Премія «Оскар» за найкращий фільм, режисуру, жіночу роль, жіночу роль другого плану, операторську роботу й адаптований сценарій. Фільм розповідає про участь рядових англійців в обороні своєї країни від німецьких військ.

## Сюжет
В англійському селі, де проживає сім'я головної героїні, життя йде своєю чергою. Несподівано починається війна — на село падають німецькі бомби, а збитий німецький льотчик ховається в будинку Мінівер. Попри всі тяготи війни, сім'ї Мінівер і жителям зруйнованого села вдається подолати всі труднощі.

## В ролях
- Грір Гарсон — місис Кей Мінівер
- Волтер Піджон — Клем Мінівер
- Тереза Райт — Керол Белдон
- Мей Вітті — леді Белдон
- Реджинальд Овен — Фоулі
- Генрі Треверс — Джеймс Боллард
- Річард Ней — Вин Мінівер
- Генрі Вілкоксон — вікарій
- Крістофер Северн — Тобі Мінівер
- Бренда Форбс — Гледіс, покоївка

## Історія створення
Вайлер відкрито визнавав, що зняв фільм для пропаганди. Уродженець Німеччини, він був переконаний, що США повинні вступити у війну проти нацизму і що політика ізоляціонізму виявиться згубною, тому зняв фільм, що демонструє рядовим американцям, через що довелося пройти їх британським побратимам. Завершивши знімання, Вайлер вступив до армії США і був приписаний до сигнального корпусу. У ніч, коли йому присудили його перший «Оскар», він був за океаном. Як Вайлер зізнавався пізніше, тільки на фронті він зрозумів, що в фільмі «Місис Мінівер» війну показано в дуже м'яких тонах.